# Igaliku
Igaliku (Igaliko) es un asentamiento localizado entre Qaqortoq y Narsarsuaq, en el sur de Groenlandia, en la municipalidad de Kujalleq. Su población en 2005 era de 60 habitantes. Igaliku es conocida por las ruinas de Garðar, lo que antaño fue el corazón religioso de la Groenlandia noruega.